# 细柄无心菜
细柄无心菜（学名：Arenaria filipes）为石竹科无心菜属的植物，为中国的特有植物。分布在中国大陆的四川等地，生长于海拔2,800米的地区，多生在山坡林缘，目前尚未由人工引种栽培。